# 克沃
克沃（法語：Cœuve，法語發音：[kœv]）是瑞士汝拉州的一个市镇。该市镇总面积为1.59平方千米，截至2018年12月31日总人口为734人。